# Carta de Dubrovnik

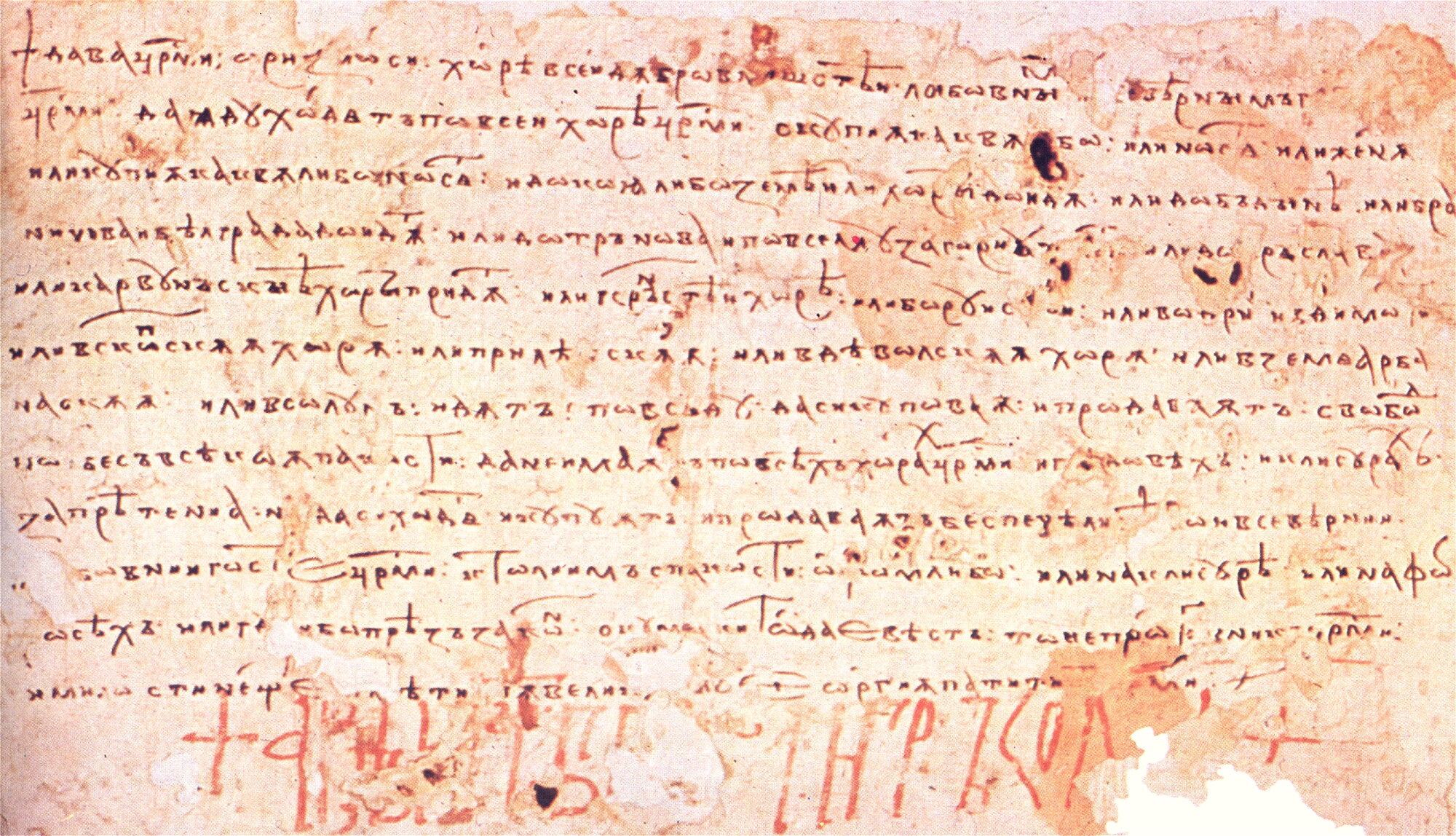
A carta de Dubrovnik de imperador João Asen II (1230)

A carta de Dubrovnik é um documento historicamente memorável de 1230, com o qual João Asen II concedeu aos mercadores de Dubrovnik o direito de comercializar livremente no Segundo Império Búlgaro. A carta foi compilada após a Batalha de Klokotnitsa e é mantida em São Petersburgo.
O documento é extremamente valioso por dois motivos – certifica a transformação dos habitantes de Dubrovnik em mercadores por vocação e ocupação e predetermina o surgimento da República de Dubrovnik. Por outro lado, a carta deu o alcance territorial da Bulgária naquela época com Belgrado, Edirne, Salónica e Valáquia e Moldávia não são mencionados porque não têm cidades.